# Газаков, Пирмурат
Пирмурат Газаков (туркм. Pirmyrat Gazakow; 28 мая 1988) — туркменский футболист, нападающий.

## Биография
В первой половине карьеры выступал за ашхабадский МТТУ. Становился победителем чемпионата Туркменистана (2006, 2009), серебряным (2007, 2008, 2011) призёром чемпионата, обладателем (2006, 2011) и финалистом (2008) Кубка страны, обладателем Суперкубка Туркменистана (2009). Полуфиналист Кубка президента АФК (2010), участник Кубка Содружества 2010 года, где забил один гол.
В 2013 году выступал за «Мерв» (Мары). Затем провёл несколько сезонов в «Ашхабаде», становился бронзовым призёром чемпионата (2015), финалистом кубка (2016), участником Суперкубка страны 2017 года. В 2019 году играл за «Энергетик» (Мары) и стал лучшим снайпером клуба с 9 голами. Летом 2020 года был на просмотре в «Мерве», с которым в итоге подписал контракт и где провёл следующие полтора сезона. По итогам 2021 года вошёл в топ-10 лучших бомбардиров с 5 голами и включён в список 22-х лучших игроков Туркменистана.
В составе олимпийской сборной Туркменистана принимал участие в Азиатских играх 2010 года (1 матч).